# Masoud Kamali
Masoud Kamali, född 22 april 1956 i Iran, är en tidigare professor i socialt arbete vid Mittuniversitetet och vid forumet Centrum för multietnisk forskning (vilket år 2010 gick upp i Hugo Valentin-centrum) vid Uppsala universitet. 
Kamali har en grundexamen i sociologi från Linköpings universitet och en socionomexamen från Socialhögskolan vid Stockholms universitet, samt en fil.dr i sociologi, Uppsala universitet, 1995 .
Under studietiden arbetade han parallellt som socialsekreterare.

## Deltagande i debatterna omhedersmordoch slöjor
När Kamali i Göteborgs-Posten 26 januari 2002 skrev om mordet på Fadime Sahindal och hävdade att "mord där förövaren och offret har svensk bakgrund" kategoriseras som "modernt" och "normalt", väckte han mycket debatt. I Aftonbladet skrev han 29 oktober 2003 med anledning av slöjdebatten att "självutnämnda invandrarexperter" har gaddat ihop sig med "vita feministiska fundamentalister" för att fördöma slöjor och islamiska skolor. Han liknade dem som kritiserar islamismen vid "nynazister" och angrep "själva moderniseringsidealen", som sades förena Hitler, Mussolini, Stalin, Khomeini och Bush.
Kamali är medförfattare till antologin Debatten om hedersmord. Feminism eller rasism (Svartvitt & Expo, 2004), i vilken han diskuterar dessa fenomen som beskrivna utifrån ett polariserande rasistiskt tänkande, vilket enligt Kamalis mening är grunden till att problemet inte kan bemötas. Han har med anledning av detta kritiserats för att relativisera kvinnoförtryck och hedersvåld. Kamali skriver bland annat att skolan och socialtjänsten skapar "ett belägringstillstånd" hos invandrarfamiljer: "Samhället visar än en gång att de inte är välkomna här, att de inte tillhör 'oss', att de inte ens har rätt att påverka sina barns liv". Personer som företräder en sekulär kritik av fundamentalism och hotkultur, förespråkar enligt Kamali ”stalinistiska metoder i kampen mot religion och traditionalism". Han har även i en intervju hävdat att "det finns ingen speciell hederskultur", något som fått hård kritik av Elisabeth Fritz, advokat med erfarenhet av hedersrelaterade brott.

## Utredare i diskrimineringsfrågor
Kamali utsågs 2004 av dåvarande integrationsministern Mona Sahlin till regeringens särskilde utredare i diskrimineringsfrågor, med utgångspunkt i maktperspektiv, integration och strukturell diskriminering. Detta har resulterat i tolv rapporter, där Kamali återkommer till tesen att den misslyckade integrationspolitiken beror på ett särskiljande mellan svenskar och invandrare som resulterat i att föreställningar om olikheter och rasism cementeras. Utredningarna skapade en dispyt mellan Kamali och bland andra Mauricio Rojas, där Rojas hävdade att Kamalis förhållningssätt mot andra forskare är antidemokratiskt, eftersom han uttryckligen säger att andra forskare är delaktiga i en rasism som genomsyrar debatten. I sin roll som regeringsutredare har han även anklagat Folkpartiet för främlingsfientlighet och "rasistiska utspel".
Kamalis tillträde som särskild utredare i diskrimineringsfrågor ifrågasattes av sju forskare i statsvetenskap, däribland Bo Rothstein och Olof Petersson. Kamali ingick till en början i en utredning, ledd av statsvetarprofessorn Anders Westholm, med uppgift att "ta fram fakta om fördelningen av maktresurser och inflytande mellan invandrare och befolkningen i övrigt". I april 2003 hoppade Kamali tillsammans med Paulina de los Reyes av utredningen, och motiverade detta i en artikel i DN Debatt med kritik av Westholms kunskap och person. Den ansvariga ministern, Mona Sahlin, tog Kamalis parti genom att Anders Westholm endast fick publicera utredningens resultat som en departementsintern rapport.
Sahlin utsåg istället Kamali till särskild utredare i en ny utredning fokuserad på strukturell diskriminering, integration och makt. Kamalis instruktioner utgick från att strukturell diskriminering förekommer i Sverige och att denna skulle metodiskt studeras. Utifrån detta perspektiv skulle man finna metoder för att bekämpa diskriminering och utanförskap. Mona Sahlin och den socialdemokratiska regeringen fick hård kritik från många borgerliga ledarskribenter för att de ansågs ha styrt en vetenskaplig utredning genom att i förväg bestämma vilka slutsatserna var. Nära sjuttio forskare, bland andra Bo Rothstein och Olof Petersson, anklagade regeringen för politisering av utredningsväsendet. Sahlin svarade att protesterna gav uttryck för "rasistiska undertoner", och andra forskare och skribenter tog utredningen i försvar genom att betona att forskningen inte alltid behöver använda sina metoder på samma sätt och att även etablerad forskning kan vara lierad med ideologiska eller sociala intressen.
Masoud Kamali ledde det EU-finansierade forskningsprojektet The European Dilemma: Institutional patterns and politics of Racial Discrimination (2002-2006).

## Konflikt
Våren 2018 stängde Mittuniversitetet tillfälligt intagningen till socionomprogrammet på grund av konflikter på Avdelningen för socialt arbete där Massoud Kamali var professor och han stängdes i september 2018 av från sitt arbete. I januari 2019 fick han lämna sitt jobb efter att bland annat anklagats för att ha mordhotat rektorn, något som han själv nekade till.

## Utmärkelser
I januari 2008 fick Kamali ett stipendium på 50 000 kr av stiftelsen artister mot nazister för sitt arbete.
Kamali tilldelades 2017 års pris för "Årets kämpe mot islamofobi" av Ibn Rushd Studieförbund, Islamiska förbundet i Sverige och Sveriges Unga Muslimer vid en ceremoni på Älvsjömässan.